# 7525-ös mellékút (Magyarország)
A 7525-ös számú mellékút egy tizenegy kilométer hosszú, négy számjegyű országos közút Zala vármegyében. A megyére jellemző, észak-déli irányban hosszan elhúzódó folyóvölgyek közül kapcsol össze kettőt (a Zala, illetve a Kis-Balaton és a Principális-csatorna völgyeit), illetve az azokban húzódó, történelmi múltú útvonalakat, a Kis-Balaton nyugati szomszédságában.

## Nyomvonala
A 7522-es útból ágazik ki, annak 13,600-as kilométerszelvénye közelében, Zalaszabar központjában. Nyugat felé indul, de néhány méter után délnyugatnak fordul, és a Kossuth Lajos utca nevet veszi fel. 400 méter után keresztezi a Szabari-patakot, de a korábbi irányát követi a folytatásban is, egészen az 1,300-as kilométerszelvényéig. Ott kilép a település házai közül és némileg nyugatabbi, sőt a második kilométerét is elhagyva északnyugati irányt vesz. 3,1 kilométer után lép Orosztony területére, ott több éles irányváltása is van, még mielőtt elérné a település belterületeit.
5,5 kilométer megtétele után éri el Felsőorosztonyt – itt majdnem dél felé haladva –, majd alig 150 méterre kiágazik belőle délnek a 75 125-ös út, amely Alsóorosztony településrészre vezet és annak déli részén ér véget. Az út innét nyugatnak fordul, Szent István utca néven halad és kevéssel a hatodik kilométerének teljesítése után ki is lép a község házai közül. 6,1 kilométer után lép a következő település, Kerecseny területére; a 6,750-ös kilométerszelvénye táján éri el a község legészakabbi házait, majd 6,9 kilométer után egy keresztezéshez ér: északnak egy önkormányzati út indul Ungjakabfa településrész irányába, délnek pedig a 75 126-os út ágazik ki, Kerecseny központjába.
7,3 kilométer után keresztezi az út a Garabonci-malomárok folyását – itt ismét északnyugat felé halad – majd újabb irányváltásai következnek, de azoktól eltekintve nagyjából nyugati irányban halad tovább. 10. kilométere előtt néhány lépéssel átér Kilimán közigazgatási területére, itt pontosan nyugati irányt követve; a község házait a 11. kilométere közelében éri el. Rögtön utána bele is torkollik az itt észak-déli irányban húzódó, a Principális-csatorna folyási irányát követő 7527-es útba, annak 14,200-as kilométerszelvénye közelében, ahol véget is ér.
Teljes hossza, az országos közutak térképes nyilvántartását szolgáló kira.gov.hu adatbázisa szerint 11,050 kilométer.

## Települések az út mentén
- Zalaszabar
- Orosztony
- Kerecseny
- Kilimán